# Gouden Driehoek (gebied)

Locatie Gouden Driehoek

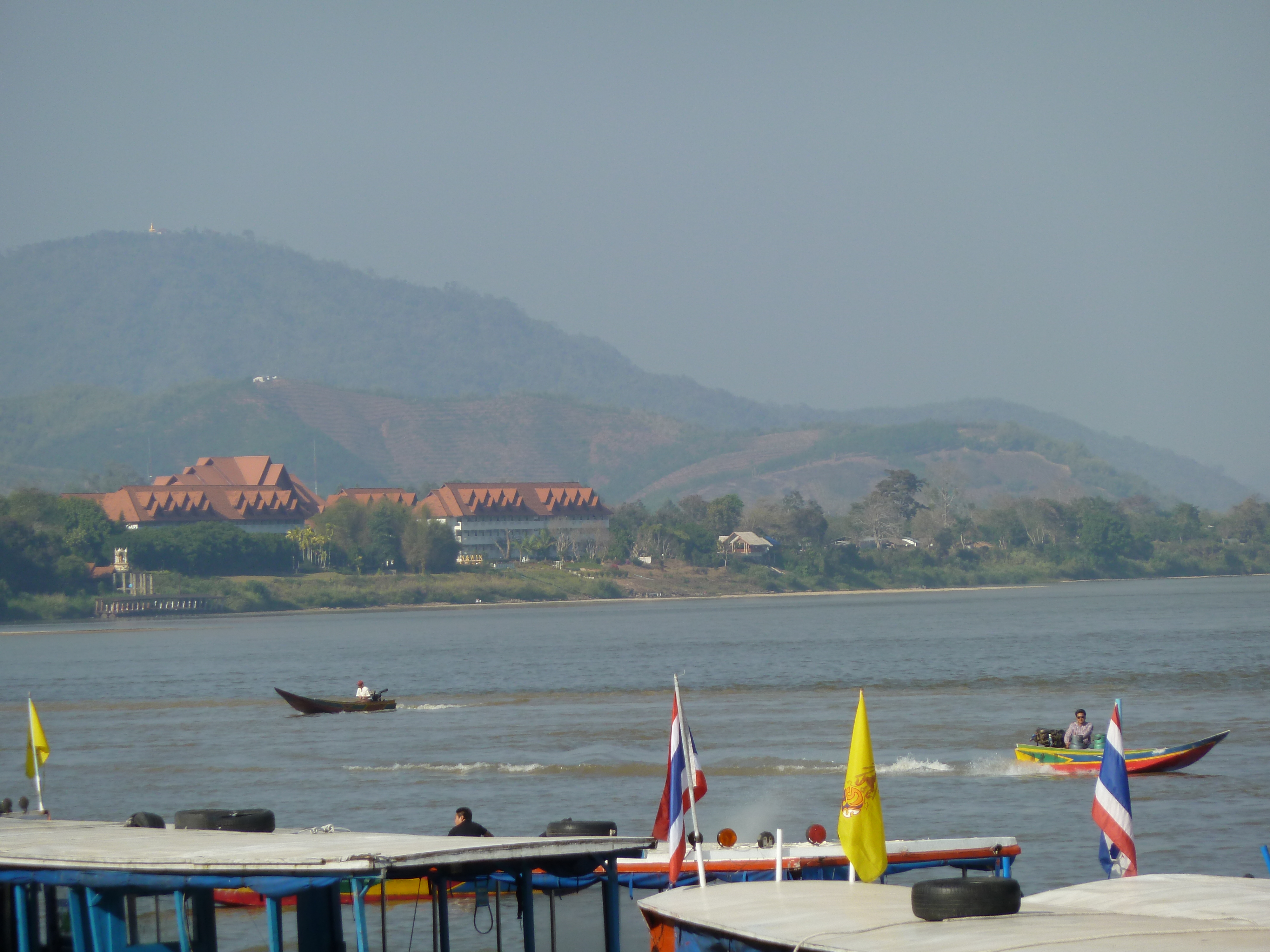
Gouden Driehoek vanaf de Mekong

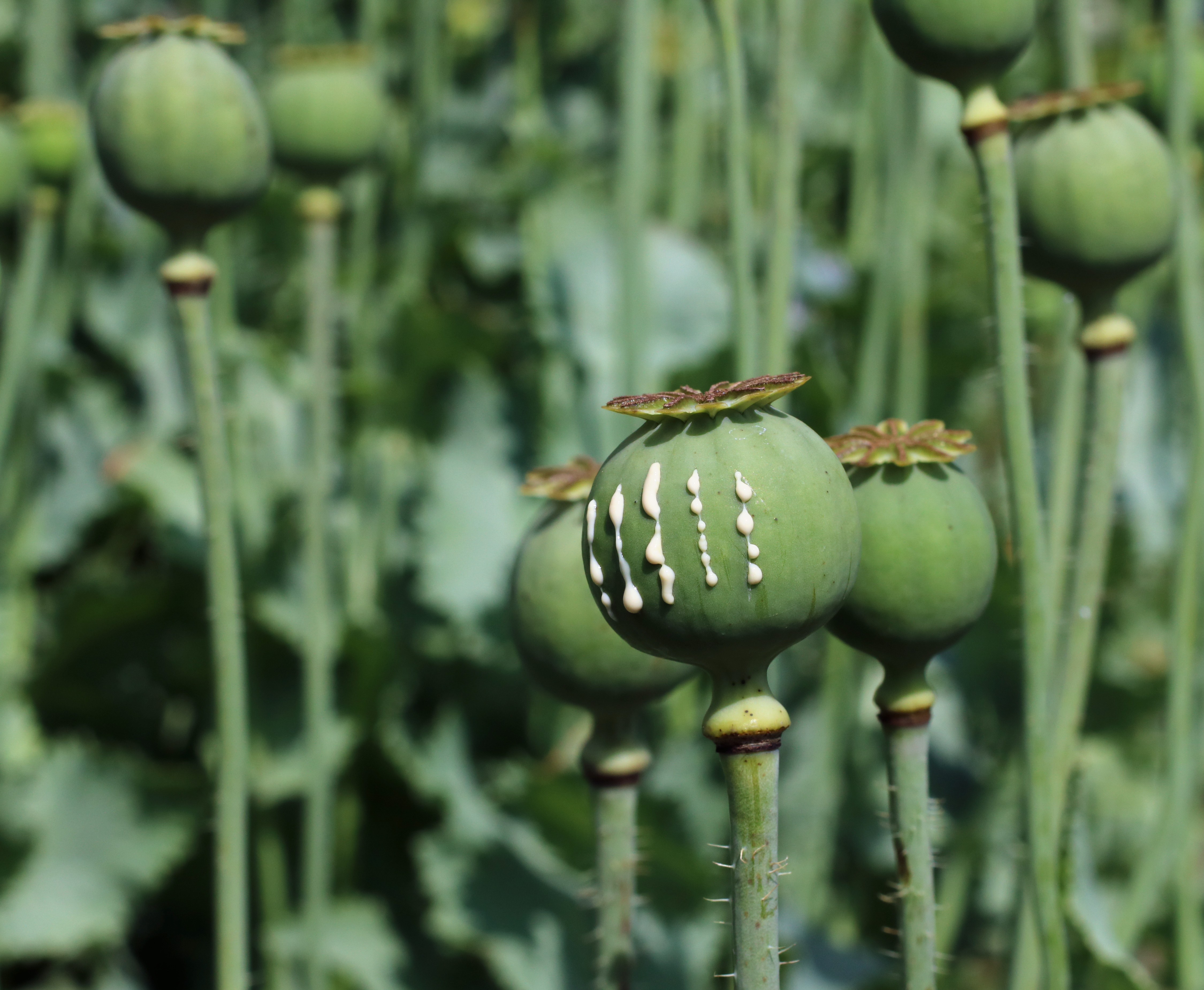
Opiumplanten

De Gouden Driehoek (Thai: สามเหลี่ยมทองคำ; Laotiaans: ສາມຫຼ່ຽມຄຳ; Birmaans: ေရႊႀတိဂံ နယ္ေျမ; Vietnamees: Tam giác Vàng) is een gebied in Thailand, Laos, Myanmar en Vietnam. Het gebied is sinds 1920 met de Gouden Sikkel het gebied met de grootste illegale opium-productie van Azië. De Gouden Driehoek beslaat een oppervlakte van ongeveer 950.000 km² en het Myanmarese deel was tot begin 21e eeuw de grootste heroïne-producent ter wereld, een positie die tegenwoordig door Afghanistan wordt bekleed.
Het drielandenpunt van Thailand, Laos en Myanmar, waar de rivieren de Ruak en de Mekong samenkomen, is populair onder toeristen.

## Opiumproductie
Na Afghanistan kent Myanmar de grootste opiumproductie. Het land is sinds de Tweede Wereldoorlog een belangrijke plek voor drugshandel. Volgens de UNODC besloeg het gebied waarin opium werd geteeld in 2005 ongeveer 430 km². In januari 1996 gaf de drugsleider Khun Sa van het Mong Tai-leger zich over aan het leger van Myanmar, tot grote vreugde van de inwoners van Rangoon. Het drugsprobleem is moeilijk op te lossen doordat de Myanmarese overheid niet streng optreedt tegen de handel in drugs en witwassen. De meeste mensen die in Thailand en Myanmar opium kweken, leven onder de armoedegrens.
In 1966 bracht de Amerikaanse ambassade in Rangoon een "Country Commercial Guide" uit, die stelde: "De export van illegale opium is net zo groot als van legale opium". Veel van de investeringen in hotels en infrastructuur worden gedaan uit de inkomsten van organisaties die handelen in illegale opium of die een nauwe band met de illegale opiumproductie hebben.
Na een vier jaar durend onderzoek concludeerde François Casanier dat Myanmar Oil and Gas Enterprise (MOGE) het belangrijkste kanaal was voor het witwassen van de opbrengsten van de teelt en handel in heroïne onder de controle van het Myanmarese leger. In een overeenkomst met de Franse oliemaatschappij Total in 1992, later ook ondertekend door Unocal, ontving MOGE een betaling van 15 miljoen dollar. Hoewel MOGE geen liquide middelen had afgezien van de beperkte termijnbetalingen van zijn buitenlandse partners en geen winst maakte, en hoewel de Myanmarese staat nooit enig geld aan MOGE had toegekend, werden op de Singaporese bankrekeningen van het bedrijf honderden miljoenen dollars ontvangen. Volgens vertrouwelijke stukken van MOGE die door onderzoekers werden onderzocht, werd ruim 60 miljoen dollar afkomstig van de beruchtste Myanmarese drugsleider, Khun Sa, via het bedrijf weggesluisd. Geld afkomstig uit de drugshandel beïnvloedt de gehele Myanmarese economie, en ook buitenlandse partners worden door de SLORC gezien als witwassers. Banken in Rangoon boden witgewassen geld aan voor een commissie van 40%.
De belangrijkste speler in de drugshandel is het Verenigde Wa Staatsleger, een etnische strijdersgroep die gebieden bestuurt aan de grens met Thailand. De UWSA, een bondgenoot van het Myanmarese juntaleger, was ooit militant van de door Beijing gesteunde Communistische Partij van Birma.
De teelt van opium in Myanmar daalde tussen 1998 en 2006 met 80 procent na een zuiveringscampagne in de Gouden Driehoek. Volgens ambtenaren van de UNODC breidde de opiumteelt zich daarna echter weer uit. Het aantal hectare landbouwgrond voor opiumteelt steeg in 2007 met 29 procent. In een rapport van de Verenigde Naties stond dat die toename kwam door corruptie, armoede en het gebrek aan overheidscontrole.

## Vervoer
Opium wordt in het noordoosten van Myanmar getransporteerd door middel van karavanen getrokken door paarden en ezels. Het wordt verkocht aan raffinaderijen langs de grens tussen Thailand en Myanmar, die er heroïne of heroïnebase van maken. Daarvandaan wordt de heroïne over de grensrivieren gebracht naar plaatsen in Noord-Thailand en bij Bangkok voor verdere distributie op de internationale markt. In het verleden hadden grote Chinese handelaren in Thailand en Myanmar uit Bangkok de controle over een groot deel van de buitenlandse handel en het vervoer van heroïne, maar wetshandhaving, publiciteit en droogte in de regio hebben hun rol aanzienlijk verminderd. Als gevolg hiervan wordt het heroïnevervoer geleid door kleinere handelaren en wordt het marktaandeel van de Thaise heroïne kleiner.
De heroïne uit Zuidoost-Azië wordt vooral naar de Verenigde Staten gebracht door bolletjesslikkers op commerciële vluchten. De meeste heroïne wordt gebracht naar Californië en Hawaï, maar kleinere hoeveelheden worden ook gebracht naar New York en Washington. Smokkelaars die in de jaren zeventig in Amerikaanse gevangenissen in detentie zaten, bouwden contacten op met Aziatische gevangenen. Hierdoor ontstonden er groepen die probeerden drugs te smokkelen, waardoor het smokkelen van drugs gemakkelijker werd.
De afgelopen jaren wordt er vooral gehandeld in Yabaa en methamfetamine, ook naar de Verenigde Staten.
De Chinese moslimgroepering Panthay is dezelfde etnische groep als de Chinese moslimgroepering Chin Haw. Beide zijn afstammelingen van de Chinese Hui-moslim-immigranten uit de provincie Yunnan in China. Ze werken in de drugshandel vaak samen. Zowel Chinese moslims als niet-moslims van de Chin Haw-groepering en van de Panthay-groepering staan bekend als leden van geheime triaden, samen met andere Chinese groepen in Thailand, zoals de TeoChiew, Hakka en de 14K-triade. Ma Hseuh-fu, uit de provincie Yunnan, was een van de prominentste Chin Haw-heroïnedrugsbaronnen.
Een Panthay uit Myanmar genaamd Ma Zhengwen hielp de Han-Chinese drugsbaron Khun Sa met de verkoop van zijn heroïne in het noorden van Thailand. Zij creëerden ook geheime drugsroutes om de internationale markt te bereiken met contacten om drugs te smokkelen uit Myanmar via het zuiden van China.